# Кршич
Кршич (словен. Kršič) — поселення в общині Камник, Осреднєсловенський регіон, Словенія. Висота над рівнем моря: 473,9 м.